# Cyclomia rubida
Cyclomia rubida là một loài bướm đêm trong họ Geometridae.